# Goldie Rush
Goldie Rush (Hollywood, California; 25 de marzo de 1995) es una actriz pornográfica estadounidense.

## Biografía
Rush nació en marzo de 1995 en el distrito de Hollywood, en la ciudad de Los Ángeles (California), en una familia con ascendencia mexicana, española, irlandesa y galesa. No se sabe mucho de su vida antes de 2014, año en que a sus 19 años entró en la industria pornográfica.
Como actriz, ha trabajado para estudios como Jules Jordan Video, Evil Angel, Kick Ass, Filly Films, Dark X, Blacked, Reality Junkies, Naughty America, Brazzers, Girlfriends Films, Digital Sin o 3rd Degree.
En 2016 rodó su primera escena de sexo anal en First Anal 2, donde también debutaron en la temática otras actrices como Anya Olsen, Jojo Kiss o Joseline Kelly.
En 2017 recibió el galardón en los Premios AVN a la Mejor escena de sexo en grupo por Orgy Masters 8. En esos premios también tuvo una nominación a la Mejor escena de sexo lésbico en grupo por Girls Girls Girls.
Ese mismo año, en los Premios XBIZ recibió las nominaciones a Mejor actriz revelación y a la Mejor escena de sexo en película de todo sexo por Bubble Butt Car Wash.
Ha rodado más de 300 películas.

## Premios y nominaciones
| Año  | Ceremonia         | Resultado | Premio                                        | Trabajo              |
| ---- | ----------------- | --------- | --------------------------------------------- | -------------------- |
| 2016 | Premios AVN       | Nominada  | Premio fan: Debutante más rompedora           | —                    |
| 2017 | Premios AVN       | Nominada  | Mejor escena de sexo lésbico en grupo         | Girls Girls Girls    |
| 2017 | Premios AVN       | Ganadora  | Mejor escena de sexo en grupo                 | Orgy Masters 8       |
| 2017 | Premios AVN       | Nominada  | Premio fan: Artista femenina favorita         | —                    |
| 2017 | Spank Bank Awards | Nominada  | Customs Specialist of the Year                | —                    |
| 2017 | Spank Bank Awards | Nominada  | Most Fuckable Feet                            | —                    |
| 2017 | Premios XBIZ      | Nominada  | Mejor actriz revelación                       | —                    |
| 2017 | Premios XBIZ      | Nominada  | Mejor escena de sexo en película de todo sexo | Bubble Butt Car Wash |
| 2018 | Premios AVN       | Nominada  | Mejor escena de sexo anal                     | Deep In That Ass 3   |
| 2018 | Spank Bank Awards | Nominada  | Latina Starlet of the Year                    | —                    |
| 2018 | Spank Bank Awards | Nominada  | Threesome Savant of the Year                  | —                    |